# Nordiska mästerskapen i brottning 1965
Nordiska mästerskapen i brottning 1965 hölls den 10 april 1965 i Uleåborg i Finland. Det var den 8:e upplagan av tävlingen.

## Medaljtabell
*   Värdland ( Finland)
| Nr                  | Nation              | Guld | Silver | Brons | Totalt |
| ------------------- | ------------------- | ---- | ------ | ----- | ------ |
| 1                   | Sverige             | 4    | 2      | 2     | 8      |
| 2                   | Finland*            | 3    | 3      | 0     | 6      |
| 3                   | Norge               | 1    | 0      | 5     | 6      |
| 4                   | Danmark             | 0    | 3      | 1     | 4      |
| Totalt (4 nationer) | Totalt (4 nationer) | 8    | 8      | 8     | 24     |

## Resultat

### Grekisk-romersk stil
| Gren   | Guld               | Silver         | Brons           |
| 52 kg  | Trond Martiniussen | Tony Pedersen  | Johnny Spjut    |
| 57 kg  | Raimo Taskinen     | Johnny Nielsen | Leif Samuelsson |
| 63 kg  | Leif Freij         | Martti Laakso  | Atle Olsen      |
| 68 kg  | Eero Tapio         | Matti Poikala  | Aage Barlie     |
| 74 kg  | Matti Laakso       | Lars Söderlund | Hans Erik Dalen |
| 82 kg  | Stig Persson       | Bjarne Ansbøl  | Håkon Øverby    |
| 90 kg  | Pelle Svensson     | Aimo Mäenpää   | Tore Hem        |
| 100 kg | Lennart Persson    | Arje Nadbornik | Walter Klemann  |